# Olympische Sommerspiele 1908/Teilnehmer (Osmanisches Reich)
| Gelbes Symbol für Goldmedaillen mit stilisierten Olympischen Ringen | Graues Symbol für Silbermedaillen mit stilisierten Olympischen Ringen | Braundes Symbol für Bronzemedaillen mit stilisierten Olympischen Ringen |
| ------------------------------------------------------------------- | --------------------------------------------------------------------- | ----------------------------------------------------------------------- |
| —                                                                   | —                                                                     | —                                                                       |

Das Osmanische Reich nahm an den Olympischen Sommerspielen 1908 in London, Großbritannien, mit einem Sportler teil.

## Teilnehmer nach Sportarten

### Turnen
| Athleten    | Wettbewerb      | Punkte | Rang |
| ----------- | --------------- | ------ | ---- |
| Männer      |                 |        |      |
| Aleko Mulos | Einzelmehrkampf | 154,50 | 67   |